# Jean-Michel Bridier
Jean-Michel Bridier est un footballeur français devenu entraîneur, né le 13 février 1963 au Marigot (Martinique). Il évoluait au poste de défenseur.
Au cours de sa carrière de joueur, il a disputé 38 matchs en Division 1 et 272 matchs en Division 2.

## Carrière (joueur)
- 1976-1980 : US Saint-Denis  France
- 1980-1984 : Red Star  France
- 1984-1987 : RC Paris  France
- 1987-1988 : Stade rennais  France
- 1988-1991 : US Créteil-Lusitanos  France
- 1991-1992 : RC Ancenis  France
- 1992-1994 : Le Mans UC  France
- 1994-1998 : US Créteil-Lusitanos  France
- 1998-1999 : AS Choisy-le-Roi  France[1]

## Carrière (entraîneur)
- 1999-2000 : Moins de 17 ans de l'US Créteil-Lusitanos
- Entraîneur intérimaire du groupe professionnel de l'US Créteil en mars 2003 puis en août 2004
- 2005-2007 : Entraîneur adjoint de l'US Créteil-Lusitanos
- Actuellement : Entraîneur de l'équipe réserve de l'US Créteil-Lusitanos qu'il quittera le 8 mars 2012 pour rejoindre le staff technique de l'équipe première dans un rôle d'accompagnement et d'observation.